# Osmia
Пчели зидарки (Osmia) – голям род несоциални пчели от сем. Megachilidae. Повечето видове разделят килийките в гнездото си с кал, откъдето идва и името им. Разпространени са в Северното полукълбо. Описани са около 320 вида. В България се срещат 41 вида.

## Жизнен цикъл

### Полет
Когато е подходящо времето, зидарките напускат гнездото в което са презимували. Обикновено мъжките излизат първи и чакат женските около гнездата. Понякога дори изваждат женските от гнездото в стремежа си да копулират с тях първи. Мъжките умират скоро след копулацията, а женските започват да търсят място за гнездене.

### Изграждане на гнездо
Зидарките са несоциални (самотни) пчели, при които женската сама изгражда гнездото си (няма работническа каста). Гнездата най-често се помещават в различни налични кухини – тунели на бръмбари в дървесина, кухи стъбла, пукнатини в камъни, празни черупки на охлюви и др. Някои видове от подродовете Tergosmia, Hemiosmia, Melanosmia сами изкопават дупки в земята, а някои от подрод Pyrosmia гнездят на открито. В антропогенна среда, често гнездят в дупки оставени от пирони, процепи между тухли, изкуствени гнезда за насекоми и др.
Пространството се разделя на килийки чрез стени „иззидани“ от кал, листа, понякога венчелистчета и смола или комбинация от тези материали.
Във всяка килийка се натрупват провизии за ларвите под формата на каша от цветен прашец и нектар. Върху тях се снася едно яйце и килийката се затваря.

### Развитие
За няколко седмици, ларвата нараства изяждайки провизиите си. След това изприда пашкул и какавидира в него. Имагинира същата година и презимува като имаго. На следващата година имагото излиза от гнездото за да създаде свое поколение.

## Неприятели

### Поленоядни акари
Чести неприятели в гнездата на зидарките са клептопаразитните акари от род Chaetodactylus. Акарите убиват ларвите и се хранят с техните провизии от цветен прашец. Обикновено се заразяват най-външните килийки в гнездото. Излизайки от вътрешните килийки, незасегнатите пчели минават през размножилите се акари, които се закачват за тях. Акарите не вредят на възрастната пчела, но тя неволно ги разнася до новите гнезда където акарите имат възможност отново да се размножат.

## Видове в България
В България са открити 41 вида пчели от род Osmia:
- подрод Allosmia
  - Osmia bischoffi Atanassov, 1938
  - Osmia melanura Morawitz, 1871
  - Osmia nuda Friese, 1899
  - Osmia rufohirta Latreille, 1811
  - Osmia sybarita Smith, 1853
- подрод Erythrosmia
  - Osmia andrenoides Spinola, 1808
  - Osmia erythrogastra Ferton, 1905
- подрод Helicosmia
  - Osmia caerulescens (Linnaeus, 1758)
  - Osmia clypearis Morawitz, 1871
  - Osmia dimidiata Morawitz, 1870
  - Osmia labialis Pérez, 1879
  - Osmia leaiana (Kirby, 1802)
  - Osmia melanogaster Spinola, 1808
  - Osmia niveata (Fabricius, 1804)
  - Osmia subcornuta Morawitz, 1875
  - Osmia aurulenta (Panzer, 1799)
  - Osmia dives Mocsary, 1877
- подрод Hoplosmia
  - Osmia croatica Friese, 1893
  - Osmia spinigera Latreille, 1811
  - Osmia spinulosa (Kirby, 1802)
  - Osmia bidentata Morawitz, 1876
  - Osmia ligurica Morawitz, 1868
  - Osmia olgae (Tkalcu, 1978)
  - Osmia padri (Tkalcu, 1974)
  - Osmia scutellaris Morawitz, 1868
- подрод Melanosmia
  - Osmia parietina Curtis, 1828
- подрод Metallinella
  - Osmia brevicornis (Fabricius, 1798)
- подрод Neosmia
  - Osmia bicolor (Schrank, 1781)
  - Osmia jason Benoist, 1929
- подрод Osmia
  - Osmia apicata Smith, 1853
  - Osmia bicornis (Linnaeus, 1758)
  - Osmia cerinthidis Morawitz, 1876
  - Osmia cornuta (Latreille, 1805)
- подрод Pyrosmia
  - Osmia laticauda Stanek, 1969
  - Osmia versicolor Latreille, 1811
  - Osmia viridana Morawitz, 1874
  - Osmia cephalotes Morawitz, 1870
  - Osmia gallarum Spinola, 1808
  - Osmia hellados Zanden, 1984
  - Osmia nana Morawitz, 1874
- подрод Tergosmia
  - Osmia tergestensis Ducke, 1897